# Saimumin Jatimow
Saimumin Sattorowitsch Jatimow (russisch Саймумин Сатторович Ятимов; * 23. Juli 1955 in Farkhor, Tadschikische SSR, heute Provinz Chatlon, Tadschikistan) ist ein tadschikischer Diplomat und Generalleutnant, der seit 2010 das tadschikische Komitee für Staatssicherheit (GKNB) leitet.

## Karriere
Jatimow wurde im Bezirk Farkhor im Süden Tadschikistans geboren. Über den Lebenslauf Jatimows wurden verschiedene Angaben seitlich der tadschikischen Behörden veröffentlicht. Der ersten Version zufolge graduierte Jatimow 1976 am Pädagogischen Institut von Kulob und arbeitete danach als Lehrer für tadschikische Sprache und Literatur in Farkhor, ehe er Anfang der 1980er-Jahre in die Lokalpolitik wechselte und dort bis zum Vorsitzenden des Exekutivkomitees von Farkhor aufstieg. Eine zweite Version seines Lebenslaufes, die im November 2020 auf der Internetseite der Regierung veröffentlicht wurde, unterscheidet sich stark von der vorherigen Version. Demnach absolvierte Jatimow im Jahr 1980 die KGB-Akademie in Minsk und war anschließend bis 1989 für den KGB in Chorugh in der heutigen autonomen Provinz Berg-Badachschan tätig. Von 1989 bis zum Zerfall der Sowjetunion soll er demnach stellvertretender Leiter des KGB in Duschanbe gewesen sein. Letztere Version von Jatimows Tätigkeit in den 1980er-Jahren deckt sich mit Informationen des Außenministeriums der Vereinigten Staaten, das Jatimow bereits im Jahr 2005 als „KGB-Offizier“ bezeichnete.
Von 1997 bis 2000 war Jatimow nach übereinstimmenden Angaben als Diplomat in der tadschikischen Botschaft im Iran tätig. Nach seiner Rückkehr nach Tadschikistan wurde er stellvertretender Minister für Sicherheit, anschließend war er Stellvertreter des tadschikischen Außenministers. Durch ein Dekret des tadschikischen Präsidenten Emomalij Rahmon vom 2. Mai 2005 wurde Jatimow als Diplomat nach Brüssel entsandt, wo er Botschafter Tadschikistans in Belgien und Leiter der tadschikischen Repräsentanz bei der Europäischen Union wurde.
Im September 2010 wurde Jatimow Leiter des Komitees für Staatssicherheit und damit Nachfolger von Khairidin Abdurachimow, der nach elf Jahren im Amt als Konsequenz eines gewaltsamen Gefängnisausbruches mit mehreren Toten entlassen wurde. Diesen Posten hat Jatimow bis heute inne, seine letzte Bestätigung im Amt erfolgte nach der Präsidentschaftswahl in Tadschikistan 2020.
Während der Verschärfung im kirgisisch-tadschikischen Grenzkonflikt am 28. und 29. April 2021 vertrat Jatimow die tadschikische Seite und vereinbarte mit seinem kirgisischen Amtskollegen Kamtschibek Taschijew eine Waffenruhe und den Abzug der Truppen aus dem Grenzgebiet. In einer gemeinsamen Pressekonferenz mit Taschijew sagte Jatimow, dass eine solche „Tragödie“ im Grenzgebiet sich nicht wiederholen dürfe. und zeigte sich optimistisch, die Probleme im Grenzgebiet mit der kirgisischen Seite lösen zu können.